# Martin Bormann
Martin Bormann (Wegeleben, Imperio alemán, 17 de junio de 1900-Berlín, mayo de 1945) fue un político de la Alemania nazi y jefe de la Cancillería del Partido Nazi (el Partido Nacionalsocialista Obrero Alemán), un puesto que lo hizo jefe de los Gauleiter. Acumuló un inmenso poder dentro del Tercer Reich usando su posición de secretario privado de Adolf Hitler para controlar el flujo de información y el acceso a Hitler.
De 1922 a 1923 Bormann fue miembro de uno de los Freikorps, tropas compuestas de voluntarios, mientras trabajaba como gerente de una gran finca. En 1924 y 1925 estuvo en prisión durante cerca de un año, por el asesinato del maestro Walter Kadow, al igual que su cómplice Rudolf Höß (luego comandante del campo de exterminio de Auschwitz), que recibió una condena de diez años de prisión, de la que solamente cumplió cuatro años por una amnistía. Bormann se unió al Partido Nazi en 1927 y a la organización paramilitar Schutzstaffel (SS) en 1937. Desde 1932 trabajó en el servicio de seguros del partido, pero ya en 1933  cambió de trabajo y se convirtió en Stabsleiter (jefe de personal) para Rudolf Hess, el adjunto del Führer.
Bormann usó su posición para crear una extensa burocracia e involucrarse a sí mismo todo lo posible en la toma de decisiones. Pronto se hizo un hueco en el círculo íntimo de Hitler, al cual acompañaba a todas partes, ofreciendo sesiones informativas y resúmenes de eventos y peticiones. Comenzó a actuar como secretario personal de Hitler en 1935,[cita requerida] cargo para el que fue nombrado oficialmente en 1943. Después de que se produjera el vuelo en solitario de Hess hacia Gran Bretaña el 10 de mayo de 1941 —para establecer negociaciones de paz con el gobierno británico—, el 12 de mayo de 1941, Bormann asumió las antiguas funciones de Hess, con el cargo de jefe de la Parteikanzlei (Cancillería del Partido). Pasó a controlar la aprobación final sobre los nombramientos del Partido Nazi, la aprobación de la legislación y el acceso a Hitler y para 1943 ya se había hecho con el control de facto sobre todos los asuntos domésticos del gobierno de Hitler. Bormann fue uno de los principales defensores de la persecución de las iglesias cristianas y favoreció el maltrato a judíos y eslavos en las zonas conquistadas por Alemania durante la Segunda Guerra Mundial.
Bormann regresó junto a Hitler al Führerbunker en Berlín el 16 de enero de 1945, al tiempo que el Ejército Rojo se aproximaba a la ciudad. Después de que Hitler se suicidara, Bormann y otros miembros del círculo íntimo de Hitler intentaron abandonar Berlín el 2 de mayo para intentar evitar ser capturados por los soviéticos. Bormann probablemente se suicidó en un puente cerca de la Estación Lehrter. El cuerpo fue enterrado en una zanja de las cercanías alrededor del 8 de mayo de 1945, pero no fue encontrado y confirmado definitivamente hasta 1972. Bormann fue juzgado in absentia por el Tribunal Internacional Militar durante los juicios de Núremberg, entre 1945 y 1946.

## Primeros años y formación
Nacido en Wegeleben en el entonces Reino de Prusia, situado dentro del Imperio Alemán, Bormann era hijo de Theodor Bormann (1862–1903), un empleado de correos, y de su segunda esposa, Antonie Bernhardine Mennong. La familia era luterana. Tenía dos medio hermanos (Else y Walter Bormann) del anterior matrimonio de su padre con Louise Grobler, la cual murió en 1898. Antonie y Theodor tuvieron tres hijos, uno de los cuales murió a temprana edad. Martin Bormann (nacido en 1900) y Albert (nacido en 1902) sí lograron llegar a edad adulta. Su padre Theodor falleció cuando Bormann tenía tres años, por lo que su madre volvió a contraer matrimonio.
Los estudios de Bormann en un Instituto de Comercio agrícola se vieron interrumpidos cuando se unió al 55.º Regimiento de Artillería de campo como soldado artillero, en junio de 1918, durante los últimos meses de la Primera Guerra Mundial. Nunca llegó a entrar en combate, aunque realizó funciones de guarnición hasta su desmovilización en febrero de 1919. Después de haber estado trabajando durante un tiempo en un molino de alimento para el ganado, Bormann se convirtió en gerente de una gran hacienda en Mecklenburgo. Tras empezar a trabajar en la finca, Bormann se unió a una asociación de terratenientes antisemitas. Mientras la creciente hiperinflación en la República de Weimar provocaba que el dinero perdiera su valor, los productos alimenticios almacenados en las granjas y fincas se hicieron cada vez más valiosos. Muchas fincas, incluida la de Bormann, tenían estacionadas unidades del Freikorps en las cercanías para proteger los cultivos del pillaje. Bormann se unió en 1922 a una unidad del Freikorps liderada por Gerhard Roßbach, ejerciendo como jefe de sección y tesorero.
El 17 de marzo de 1924 Bormann fue sentenciado a un año de cárcel en la Prisión de Elisabethstrasse como cómplice de su amigo Rudolf Höss en el asesinato de Walter Kadow. Los perpetradores creían que Kadow había alertado a las autoridades francesas de ocupación en el Distrito del Ruhr de que el miembro del Freikorps Albert Leo Schlageter estaba llevando a cabo operaciones de sabotaje contra las industrias de la zona bajo control francés. Schlageter fue inmediatamente arrestado y ejecutado el 23 de mayo de 1923. En la noche del 31 de mayo Höss, Bormann y otros muchos cogieron a Kadow, lo llevaron a un prado en las afueras de la ciudad, lo golpearon y finalmente lo degollaron. Después de que uno de los autores del crimen lo confesara, la policía desenterró el cuerpo y presentó cargos por asesinato a principios de julio. Bormann fue liberado de la prisión en febrero de 1925. Se unió al Frontbann, una organización paramilitar del Partido Nacionalsocialista Obrero Alemán (NSDAP) que tuvo una corta vida ya que había sido creada para sustituir al Sturmabteilung (SA), el cual había sido prohibido tras el fracaso del Putsch de Múnich. Bormann regresó a su trabajo en Mecklemburgo y siguió allí hasta mayo de 1926, cuando se trasladó a vivir con su madre en Oberweimar.

## Carrera en el Partido Nazi
En 1927 Bormann se unió al Partido Nacionalsocialista Obrero Alemán (NSDAP) con el número de miembro 60.508. Se uniría a la Schutzstaffel (SS) el 1 de enero de 1937 con el número 278.267; Sin embargo, por una orden especial de Heinrich Himmler, en 1938 a Bormann le fue garantizado el número 555 como miembro de las SS para reflejar así su estatus de Alter Kämpfer (antiguo combatiente).

### Primeros años
Bormann encontró trabajo en el Der Nationalsozialist, un periódico semanal editado por el militante nazi Hans Severus Ziegler, que era adjunto del Gauleiter (líder del partido) en Turingia. Después de unirse al NSDAP en 1927, Bormann comenzó sus funciones como jefe regional de prensa, pero su falta de habilidades para hablar en público dejó en evidencia que no estaba preparado para ejercer este puesto. Pronto puso a prueba sus habilidades organizativas como gerente de negocios del Gau (región en la estructura administrativa del partido) de Turingia. En octubre de 1928 se trasladó a Múnich, donde pasó a trabajar en la oficina de seguros de las SA. Inicialmente, el Partido Nazi proporcionaba cobertura a través de las compañías de seguros para los miembros que resultaran heridos o muertos en las frecuentes escaramuzas violentas con los miembros de otros partidos políticos. Sin embargo, con el tiempo las compañías de seguros no estuvieron dispuestas a pagar por este tipo de actividades, y en 1930 Bormann creó el Hilfskasse der NSDAP (Fondo de Auxilio del NSDAP), un fondo de beneficios y bonificaciones administrado directamente por el partido. A cada miembro del partido se le requería el pago de primas y podría recibir una indemnización por las lesiones sufridas mientras llevaba a cabo funciones del partido. Los pagos realizados fuera del fondo se hicieron exclusivamente a discreción de Bormann. Comenzó a hacerse una reputación como un experto financiero, y muchos miembros del partido se sintieron en deuda con él después de recibir los beneficios del fondo. Además de su propósito oficial, el fondo también se utilizó como fuente de último recurso para la financiación del NSDAP, que en aquel momento sufría una escasez crónica de dinero. Después del éxito del Partido Nazi en las Elecciones generales de 1930, en las cuales los nazis obtuvieron 107 escaños, la membresía del partido aumentó considerablemente. Para 1932 el fondo recaudaba tres millones de Reichsmarks por año.
Bormann también trabajó en la sección de personal de las SA desde 1928 a 1930, y mientras estuvo allí fundó el Cuerpo Automovilístico Nacionalsocialista, precursor del Cuerpo de Transporte Automovilístico Nacionalsocialista. La organización era responsable de coordinar el uso de vehículos a motor pertenecientes a los miembros del partido, y más tarde se amplió también a la formación de los miembros del partido en las habilidades de conducción.

### Reichsleitery jefe de la cancillería del partido
Después de la Machtergreifung (toma del poder por los nazis) en enero de 1933, el fondo de ayuda fue reutilizado para proporcionar seguros por accidentes y también a la propiedad, por lo que Bormann dimitió de su administración. Solicitó ser transferido y fue trasladado, siendo asignado como jefe de personal en la oficina de Rudolf Hess, el adjunto del Führer, el 1 de julio de 1933. Bormann también sirvió como secretario personal de Hess desde el 4 de julio de 1933 hasta mayo de 1941. El departamento de Hess era el responsable de resolver las disputas dentro del partido y actuó como intermediario entre el partido y el Estado en relación con las decisiones políticas y sobre legislación. En este nuevo puesto, Bormann usó su posición para crear una extensa burocracia e involucrarse a sí mismo todo lo posible en la toma de decisiones. El 10 de octubre de 1933 Hitler nombró a Bormann Reichsleiter (líder nacional – el rango más alto del partido) del NSDAP, y en noviembre fue nombrado diputado del Reichstag. Para junio de 1934, Bormann había ganado la aceptación del círculo íntimo de Hitler y pasó a acompañarlo a todas partes, ofreciéndole sesiones informativas y resúmenes de eventos y peticiones.

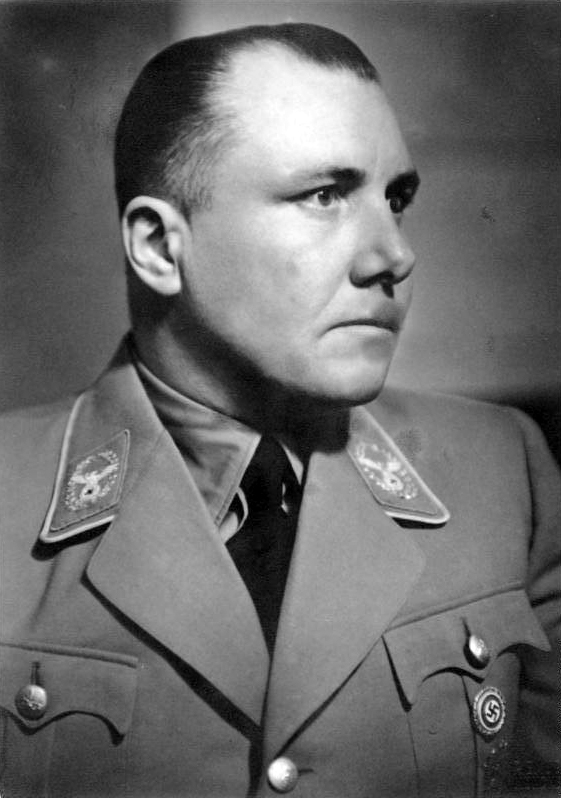
Bormann en 1939.

En 1935, Bormann fue nombrado supervisor de todas las reformas y renovaciones del Berghof, la residencia privada de Hitler en Obersalzberg. Hitler había comprado la propiedad a comienzos de la década de 1930, que había estado alquilando desde 1925 como un lugar de retiro veraniego. Después de convertirse en canciller, Hitler esbozó planes para la expansión y remodelación de la vivienda principal y puso a Bormann a cargo de las obras. Bormann también supervisó la construcción de los cuarteles de los guardias de las SS, los caminos y senderos, garajes para vehículos, una casa de huéspedes, alojamiento para el personal y otros servicios. Bormann también adquirió las granjas de alrededor hasta que el complejo del Berghof cubría unos diez kilómetros cuadrados. Los miembros del círculo íntimo también se construyeron viviendas en el interior de ese perímetro, como fue el caso de Hermann Göring, Albert Speer, y el propio Bormann. Bormann también dirigió la construcción de la Kehlsteinhaus (también conocida como Nido del Águila), una casa de té cerca del Berghof, como un regalo a Hitler por su 50.º cumpleaños (el 20 de abril de 1939). Hitler rara vez utilizó esta residencia, pero a Bormann le gustaba impresionar a los huéspedes llevándolos allí.
Mientras Hitler pasaba temporadas en su residencia del Berghof, Bormann estaba constantemente asistiéndole y de hecho actuó como secretario personal de Hitler. Ejerciendo estas funciones, comenzó a controlar el flujo de información y de acceso a Hitler. Durante este período, Hitler dio a Bormann el control de sus finanzas personales. Además de sus salarios como canciller y Reichspräsident, las ganancias de Hitler incluían el dinero ganado a través de los derechos de autor de su libro Mein Kampf y también el dinero procedente por el uso de su imagen en los sellos de correos. Bormann estableció el llamado Fondo Adolf Hitler para la Economía Alemana (Adolf-Hitler-Spende der deutschen Wirtschaft), a través del cual se recaudaba dinero de los industriales alemanes que eran favorables a Hitler. Algunos de los fondos recibidos a través de este programa fueron entregados a varios dirigentes del partido, pero Bormann retuvo la mayor parte para uso personal de Hitler. Bormann y otros solían tomar notas de los pensamientos de Hitler expresadas durante la cena y sus posteriores monólogos hasta altas horas de la noche, y los conservaban. El material sería posteriormente publicado como Las conversaciones privadas de Hitler.
La oficina del adjunto del Führer tenía la jurisdicción sobre el visto bueno final del nombramiento de funcionarios, y Bormann revisaba los archivos personales y tomaba las consecuentes decisiones en relación con los nombramientos. Esta potestad en realidad era una competencia del ministro del Interior Wilhelm Frick, lo que constituye un ejemplo de las responsabilidades superpuestas que se producían en el régimen nazi. Bormann solía viajar a todas partes con Hitler, incluidos los viajes a Austria en 1938 tras el Anschluss (la anexión de Austria por la Alemania nazi), y a los Sudetes tras la firma de los Acuerdos de Múnich, pocos meses después. Ese mismo año, Bormann fue puesto a cargo de la organización del Congreso de Núremberg de 1938, que constituía el mayor evento anual del partido.
Hitler solía provocar intencionadamente que los principales miembros del partido se enfrentaran unos contra otros, y también que los miembros del NSDAP se enfrentaran contra los funcionarios públicos. De esta manera, se fomentó la desconfianza, la competencia y las luchas internas entre sus subordinados para así consolidar y maximizar su propio poder. Normalmente no daba órdenes escritas; en lugar de eso, las comunicaba verbalmente o mandaba que fueran transmitidas a través de Bormann. Perder el favor de Bormann significaba que el acceso a Hitler quedaba cortado. En ese sentido, Bormann demostró ser un maestro de las intrigas políticas y las luchas internas de poder. Su habilidad para controlar el acceso a Hitler le permitió a su vez reducir el poder de Joseph Goebbels, Hermann Göring, Heinrich Himmler, Alfred Rosenberg, Robert Ley, Hans Frank, Albert Speer, y otros oficiales de alto rango, muchos de los cuales acabaron convirtiéndose en sus enemigos. Esta continua intriga por el poder, la influencia y el favor del mismo Hitler llegó a caracterizar el funcionamiento interno del Tercer Reich.
A medida que fue progresando la Segunda Guerra Mundial, la atención de Hitler se fue centrando en los asuntos exteriores y en la conducción de la guerra misma, al tiempo que el resto de asuntos perdieron todo interés para él. Hess, que no participaba directamente en los esfuerzos bélicos, cada vez fue quedando más al margen de los asuntos de la nación y de la atención de Hitler; Bormann había logrado suplantarlo en muchas de sus funciones y en definitiva había usurpado su posición como estrecho colaborador de Hitler. Hess estaba preocupado ante la certeza de que Alemania tendría que hacer frente a una guerra en dos frentes tras tener conocimiento de la Operación Barbarroja, la programada invasión de la Unión Soviética que tendría lugar unos meses después. El 10 de mayo de 1941 realizó un viaje en solitario al Reino Unido para iniciar negociaciones de paz con el gobierno británico. Sin embargo, fue arrestado tras su llegada y pasó el resto de la guerra como un prisionero de los británicos, y posteriormente sería condenado a cadena perpetua por crímenes de guerra durante los Juicios de Núremberg en 1946. Speer diría más tarde que Hitler describió el viaje de Hess "como uno de los peores golpes de su vida", algo que él consideró una traición personal. Hitler ordenó que Hess debería ser fusilado si regresaba a Alemania y abolió el puesto de adjunto del Führer el 12 de mayo de 1941, asignando las antiguas funciones de Hess a Bormann, con el título de jefe de la Parteikanzlei (Cancillería del Partido). En esta posición era responsable de todos los nombramientos del NSDAP, y sólo respondía ante el mismo Hitler. Sus allegados comenzaron a referirse a Bormann como la "Eminencia marrón" o “Eminencia parda”, aunque nunca lo hicieron en su presencia.

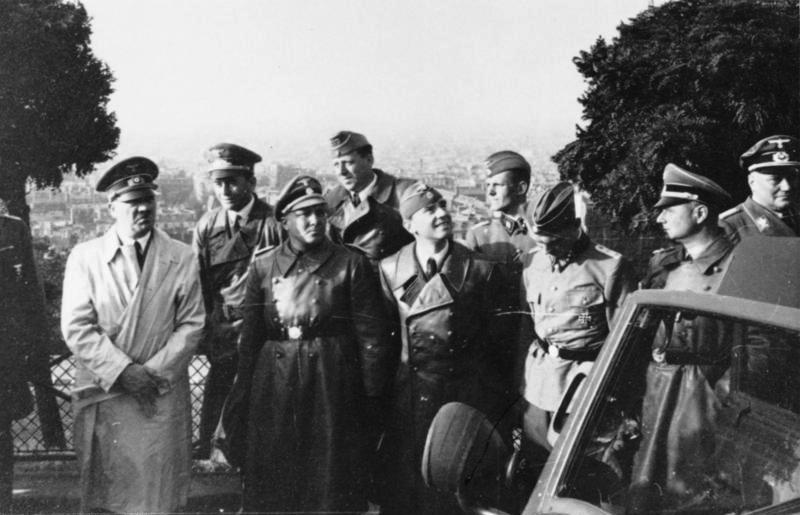
Bormann (a la izquierda de Hitler) en París, junio de 1940.

El poder real y el alcance de Bormann aumentaron considerablemente durante la contienda. A comienzos de 1943, la guerra había provocado una crisis laboral para el régimen. Hitler creó un comité de tres hombres compuesto por representantes del Estado, las Fuerzas Armadas y el Partido, en un intento de centralizar el control de la economía de guerra. Los miembros del comité eran Hans Lammers (jefe de la Cancillería del Reich), el mariscal de campo Wilhelm Keitel, el jefe del Oberkommando der Wehrmacht (OKW), y Bormann, que controlaba el partido. El comité intentó actuar de forma independiente y proponer medidas sin tener en cuenta los deseos de varios ministros, mientras que Hitler se reservaba la última palabra. El comité, pronto conocido como el Dreierausschuß (Comité de los Tres), se reunió unas once veces entre enero y agosto de 1943. Sin embargo, pronto se encontraron con la resistencia de algunos de los ministros de Hitler, que tenían sus propias esferas de influencia y habían quedado excluidos del comité. Viendo esto como una amenaza a su poder, Goebbels, Göring, y Speer trabajaron codo con codo para acabar con cualquier posible influencia del comité. El resultado fue que nada cambió y que el Comité de los Tres acabó cayendo en la irrelevancia.

### Campaña contra las Iglesias
Si bien el artículo 24 de la plataforma del Partido Nazi pedía tolerancia condicional para todas las denominaciones cristianas y un Reichskonkordat (Concordato del Reich), que fue firmado con el Vaticano en 1933 y que tenía por objeto garantizar la libertad religiosa para los católicos, Hitler creía que el cristianismo era fundamentalmente incompatible con el nacionalsocialismo. Bormann, que era profundamente anticristiano, estaba de acuerdo con los planteamientos del líder del partido; en 1941, Bormann declaró públicamente que el "nacionalsocialismo y el cristianismo son irreconciliables". Fuera de lo convenientemente político para él, Hitler pretendió posponer la eliminación de las iglesias cristianas hasta después de la guerra. Sin embargo, sus reiteradas declaraciones hostiles contra la iglesia indicaron a sus subordinados que la continuación de la Kirchenkampf (lucha contra la Iglesia) sería tolerada e incluso fomentada.
Bormann fue uno de los principales impulsores de la persecución de las iglesias cristianas por el régimen nacionalsocialista. En febrero de 1937 decretó que ningún miembro del clero podría ser admitido en el Partido Nazi. Al año siguiente decretó que los miembros del clero que ostentaran algún puesto del partido debían ser expulsados, y también que cualquier miembro del partido que estuviera considerando la posibilidad de entrar en el clero debía renunciar a su afiliación al partido. Aunque el intento de Bormann por clausurar los departamentos de Teología de las universidades del Reich fracasó, sí estuvo en condiciones de limitar a dos horas por semana las clases de religión que se impartían en las escuelas públicas y también logró la retirada de los crucifijos de las aulas. Speer anotó en sus memorias que mientras trazaba los planes para la Welthauptstadt Germania, el proyecto de reconstrucción de Berlín, Bormann le comentó que no debía asignarse ningún terreno de construcción para las Iglesias.
Como parte de la campaña contra la Iglesia católica, cientos de monasterios de Alemania y Austria fueron confiscados por la Gestapo y sus ocupantes fueron expulsados. En 1941 el obispo católico de Münster, August von Galen, protestó públicamente contra esta persecución y contra el Programa T4, el plan nazi de eutanasia no voluntaria bajo el cual los deficientes mentales, los enfermos psíquicos, los discapacitados físicos y los enfermos incurables eran asesinados. En una serie de sermones que tuvieron una inesperada repercusión internacional, Galen criticó abiertamente el programa T4, calificándolo de ilegal e inmoral. Sus sermones llevaron a un movimiento de protesta generalizado entre los líderes de la iglesia, la que hasta entonces constituyó la más enérgica protesta contra una política oficial del régimen. Bormann y otros clamaron que Galen fuera ahorcado, pero Hitler y Goebbels concluyeron que su muerte sería vista como un martirio y que sólo llevaría a más protestas. Hitler decidió resolver esta cuestión una vez que la guerra hubiese acabado.

### Secretario personal del Führer
Preocupado por las cuestiones militares y pasando cada vez más tiempo en su cuartel general militar en el frente oriental, Hitler empezó a depender cada vez más de Bormann para manejar las políticas internas del país. El 12 de abril de 1943, Hitler nombró oficialmente a Bormann como su secretario personal. No obstante, desde hacía tiempo Bormann de facto había tomado el control de todos los asuntos domésticos, y su nuevo nombramiento le dio poderes oficiales para poder actuar en cualquier ámbito.

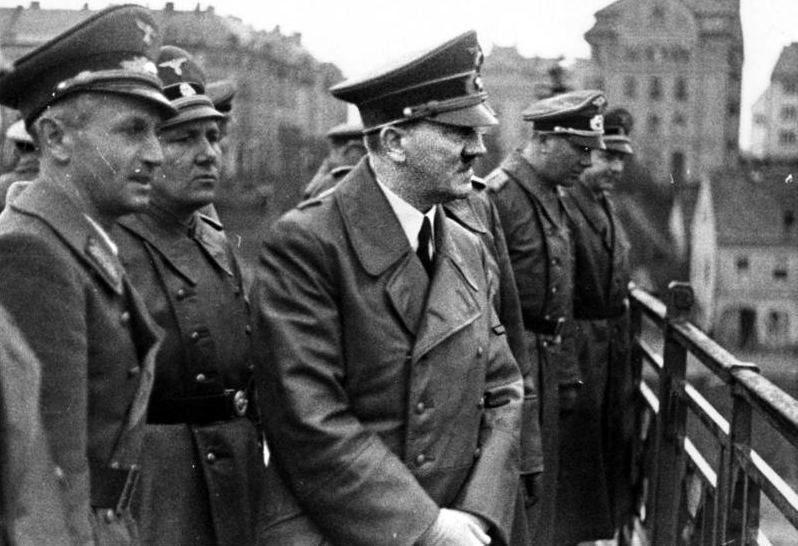
Bormann (a la derecha de Hitler) en el Puente Viejo de Máribor (abril de 1941).

Bormann era invariablemente el defensor de medidas de extrema dureza cuando se trataba del tratamiento de judíos, las poblaciones conquistadas de Europa oriental y los prisioneros de guerra. Firmó un decreto el 31 de mayo de 1941 que extendía las leyes de Núremberg de 1935 a todos los territorios anexionados del Este. Además, firmó un decreto del 9 de octubre de 1942 por el que se establecía como permanente la llamada solución final en la Gran Alemania, en tanto que la cuestión judía ya no podía ser resuelta mediante la emigración y que sólo podía ser resuelta mediante el uso de la "fuerza implacable en los campos especiales del Este", es decir, el exterminio en los campos de la muerte nazis. Un decreto posterior, firmado por Bormann el 1 de julio de 1943, dio a Adolf Eichmann poderes absolutos sobre los judíos, que pasaron a estar bajo la única jurisdicción de la Gestapo. El historiador Richard J. Evans estima que entre 5.5 y 6 millones de judíos (lo que representaba dos tercios de la población judía de Europa) fueron exterminados por el régimen nazi.
Sabiendo que Hitler consideraba a las poblaciones eslavas como inferiores, Bormann se opuso a la introducción en los territorios ocupados del Este de la ley alemana de enjuiciamiento criminal. Bormann presionó, y finalmente consiguió, la promulgación de un estricto código penal independiente que aplicaba la ley marcial para los habitantes judíos y polacos de estas áreas. El "Edicto sobre las prácticas criminales de los polacos y judíos en los territorios orientales incorporados", promulgado el 4 de diciembre de 1941, autorizaba el castigo físico y la aplicación de penas de muerte hasta para los delitos y ofensas más triviales. Bormann apoyaba la política de línea dura practicada por Erich Koch, Reichskommissar en el Reichskommissariat Ukraine, que trataba brutalmente a las poblaciones eslavas. Alfred Rosenberg, que sirvió como jefe del Ministerio del Reich para los Territorios Ocupados del Este, era partidario de una política más moderada. Después de haber realizado una visita a varias granjas colectivas de la región ucraniana de Vínnitsa, Bormann quedó muy preocupado por la salud y la buena constitución física de la población, dado que pensaba que estas poblaciones podían constituir una amenaza para el régimen. Después de haber discutido con Hitler, emitió una directiva dirigida a Rosenberg que en parte decía:

Los eslavos deberán trabajar para nosotros. En tanto que no los necesitemos, deberán morir. La fertilidad de los eslavos es del todo indeseable. En cuanto a la comida, no deberán coger más de la que necesiten. Nosotros somos los amos, nosotros estamos primero.

Bormann y Himmler compartieron responsabilidades en la organización del Volkssturm, una milicia creada el 18 de octubre de 1944 como último recurso que alistó forzosamente a todos los hombres sanos de entre 16 y 60 años de edad que todavía estaban en buen estado. Mal entrenados y pobremente equipados, muchos de sus efectivos fueron enviados a combatir al frente oriental, donde alrededor de 175 000 de ellos murieron sin que sus muertes tuvieran un impacto apreciable en el avance soviético.

### Últimos días en Berlín
Hitler transfirió sus cuarteles generales al Führerbunker de Berlín el 16 de enero de 1945, donde el Führer (junto con Bormann, su secretaria Else Krüger y otros) permaneció hasta el final de la guerra. El Führerbunker estaba localizado bajo el jardín de la Cancillería del Reich, el distrito gubernamental del centro de la ciudad. La batalla de Berlín, la mayor ofensiva soviética de toda la guerra, comenzó el 16 de abril de 1945. Para el 19 de abril el Ejército Rojo había comenzado a rodear la ciudad. El 20 de abril, durante su 56.º aniversario, Hitler hizo su última visita a la superficie. En el destrozado jardín de la Cancillería del Reich, condecoró con la Cruz de Hierro a varios jóvenes soldados de las Juventudes Hitlerianas. Esa misma tarde, Berlín fue bombardeado por la artillería soviética por primera vez. El 23 de abril, Albert Bormann abandonó el complejo del búnker y voló hasta Obersalzberg. Tanto él como otros muchos habían recibido órdenes de Hitler de abandonar la ciudad.
En las primeras horas de la mañana del 29 de abril de 1945, Wilhelm Burgdorf, Goebbels, Hans Krebs y Bormann fueron testigos y firmaron el Testamento y la última voluntad de Hitler. Bormann fue nombrado albacea de la herencia. Esa misma noche, Hitler contrajo matrimonio con Eva Braun en una ceremonia civil a la que asistió Bormann.
Mientras las fuerzas soviéticas continuaban luchando en su camino hacia el centro de Berlín, Hitler y Braun se suicidaron en la tarde del 30 de abril. Braun tomó una cápsula de cianuro y Hitler se disparó a la cabeza con su pistola. De acuerdo a las instrucciones de Hitler, sus cuerpos fueron sacados al jardín de la Cancillería del Reich e incinerados. De acuerdo con los últimos deseos de Hitler, Bormann fue nombrado ministro del Partido, lo que oficialmente confirmaba su posición como secretario general del partido de facto. El gran almirante Karl Dönitz fue nombrado nuevo Reichspräsident (presidente de Alemania) y Goebbels se convirtió en jefe de Gobierno y canciller de Alemania. Sin embargo, Goebbels y su esposa Magda se suicidaron ese mismo día. El 2 de mayo, la batalla de Berlín terminó cuando el General der Artillerie Helmuth Weidling, el comandante del área defensiva de Berlín, rindió incondicionalmente la ciudad al general Vasily Chuikov, el comandante del 8.º Ejército Soviético de Guardias.

## Muerte, rumores sobre su huida y localización de sus restos

### Versión de Axmann sobre la muerte de Bormann
Alrededor de las 11:00 del 1 de mayo, Bormann abandonó el Führerbunker con el doctor de la SS Ludwig Stumpfegger, el líder de las Juventudes Hitlerianas, Artur Axmann, y el piloto personal de Hitler, Hans Baur. Todos ellos formaban uno de los grupos que intentaron romper el cerco soviético. Bormann llevó consigo una copia del testamento y la última voluntad de Hitler. El grupo abandonó el Führerbunker y fue a pie hacia el túnel de ferrocarril del U-Bahn que conducía a la estación de Friedrichstraße, donde salieron a la superficie. Varios miembros del partido intentaron cruzar el río Spree a la altura del puente Weidendammer, protegidos por el avance de un tanque Tigre. El vehículo, sin embargo, fue alcanzado por una salva de artillería soviética y resultó destruido, al tiempo que Bormann y Stumpfegger caían al suelo por efecto de la onda expansiva. Bormann, Stumpfegger y otros muchos intentaron cruzar el río en un tercer intento. En esta ocasión, Bormann, Stumpfegger y Axmann caminaron a lo largo de la línea del ferrocarril hacia la estación Lehrter, donde Axmann decidió abandonar a los demás miembros del grupo y marchar en dirección opuesta a ellos. Poco después se topó con una patrulla del Ejército Rojo, por lo que Axmann volvió sobre sus pasos y diría haber visto dos cuerpos, a los que más tarde identificaría como Bormann y Stumpfegger, tendidos en un puente cercano al parque de las vías del ferrocarril. No tuvo tiempo para comprobarlo exhaustivamente, por lo que no logró averiguar cómo habían muerto. Axmann daría esta versión de los hechos con posterioridad, cuando fue capturado por los Aliados; pero dado que los soviéticos afirmaban no haber encontrado el cuerpo de Bormann, su destino final permaneció dudoso durante muchos años.
 Incluso en noviembre de 1972 se llegó a asegurar que había sido localizado, sin ofrecer la menor duda, en Argentina.

### Juzgado en Núrembergin absentia
Durante los caóticos días posteriores al final de la guerra, surgieron informes contradictorios sobre el paradero de Bormann. Se llegó a decir que se había visto a Bormann en Argentina, en la España franquista, y en otros muchos lugares. La esposa de Bormann había sido puesta bajo vigilancia en caso de que intentara contactar con ella. Jakob Glas, uno de los conductores de Bormann durante mayor tiempo, insistió en que había visto a Bormann en Múnich en julio de 1946. En caso de que Bormann estuviera todavía vivo, se emitieron múltiples avisos públicos sobre los inminentes juicios de Núremberg en los periódicos y en la radio, en octubre y noviembre de 1945, para notificarle de los cargos que existían contra él.
El juicio comenzó el 20 de noviembre de 1945. Ante la falta de evidencias sobre la muerte de Bormann, el Tribunal Internacional Militar le juzgó in absentia, como permitía el artículo 12 de la propia constitución del Tribunal. Fue acusado de tres cargos: conspiración para librar una guerra de agresión, crímenes de guerra y crímenes contra la humanidad. La acusación fue asignada al teniente Thomas F. Lambert Jr. y su defensa al Dr. Friedrich Bergold. La fiscalía dijo que Bormann había participado en la planificación de la llamada solución final y co-firmado prácticamente todo la legislación antisemita promulgada por el régimen nazi. Bergold, sin éxito, declaró que el tribunal no podía condenar a Bormann porque ya estaba muerto. Pero debido al oscuro papel de Bormann durante la contienda, Bergold fue incapaz de refutar las afirmaciones de la fiscalía sobre el alcance de su participación en la toma de decisiones. Bormann fue declarado culpable de haber cometido crímenes de guerra y crímenes contra la humanidad, y absuelto de los cargos de conspiración para librar una guerra de agresión. El 15 de octubre de 1946 fue sentenciado a muerte por ahorcamiento, con la condición de que si era encontrado con vida más adelante, los nuevos hechos sacados a la luz podrían ser tomados en cuenta para reducir la pena o anularla.

### Descubrimiento de los restos
Con el paso de los años, numerosas organizaciones, incluyendo a la CIA y al Gobierno de Alemania Occidental, intentaron localizar a Bormann sin éxito. En 1964 el Gobierno Federal de Bonn ofreció una recompensa de 100 000 marcos alemanes por cualquier información que llevara a la captura de Bormann. Se informó de numerosos avistamientos de Bormann en todos los puntos del mundo, incluyendo Australia, Dinamarca, Italia y Sudamérica. En su autobiografía, el oficial nazi de inteligencia Reinhard Gehlen afirmó que Bormann había sido un espía soviético y que habría escapado a Moscú. El cazador de nazis Simon Wiesenthal creía que Bormann estaba viviendo en Sudamérica. A pesar de todo, en 1971 el Gobierno de Alemania Occidental declaró por terminada su búsqueda de Bormann.
En 1963, un funcionario de Correos jubilado, llamado Albert Krumnow, informó a la Policía alemana que alrededor del 8 de mayo de 1945 los soviéticos le habían ordenado a él y a sus compañeros enterrar dos cuerpos encontrados en las proximidades del puente ferroviario que había junto a la Estación Lehrter de Berlín. Uno iba vestido con el uniforme de la Wehrmacht, mientras que el otro iba en ropa interior. Uno de los compañeros de Krumnow, Wagenpfohl, había encontrado en el segundo cuerpo una cartilla de médico de las SS que lo identificaba como el doctor Ludwig Stumpfegger. Wagenpfohl le entregó la cartilla a su superior, el jefe de Correos Berndt, que a su vez la entregó a los soviéticos. Sin embargo, estos la destruyeron. Wagenpfohl escribió a la mujer de Stumpfegger el 14 de agosto de 1945 y le informó de que el cuerpo de su marido estaba "...enterrado con los cuerpos de otros muchos soldados muertos en los terrenos de la Alpendorf de Berlín, en el número 63 de la Invalidenstraße".
Las excavaciones llevadas a cabo el 20 y 21 de julio de 1965 en el lugar especificado por Axmann y Krumnow no lograron localizar los cuerpos. Sin embargo, el 7 de diciembre de 1972 unos trabajadores de la construcción encontraron restos humanos junto a la estación Lehrter, en el Berlín Oeste, a tan solo doce metros del lugar donde Krumnow había afirmado que estaban enterrados. Tras la autopsia, los fragmentos de cristal que se encontraron en la dentadura de los dos esqueletos sugirieron que se habían suicidado mordiendo cápsulas de cianuro para evitar su captura. Los registros dentales —reconstruidos a partir de los recuerdos de 1945 del Dr. Hugo Blaschke— identificaron a uno de los esqueletos como el de Bormann, al igual que los daños en la clavícula se correspondían con las lesiones que Bormann había sufrido en un accidente de equitación en 1939, según pudieron confirmar sus hijos. Los investigadores forenses determinaron que el tamaño del esqueleto y de la forma del cráneo eran idénticos a Bormann. Asimismo, el segundo esqueleto se consideró que pertenecía a Stumpfegger, dado que mantenía una estatura similar a la última estatura conocida de Stumpfegger. Mediante fotografías compuestas, las imágenes de los cráneos se superpusieron con las fotografías de rostros de los hombres y resultaron ser completamente congruentes. La reconstrucción facial que se llevó a cabo en los dos cráneos a principios de 1973 pudo confirmar las identidades de los cuerpos. Poco después, el Gobierno de Alemania Occidental declaró a Martin Bormann oficialmente muerto. A la familia no se le permitió incinerar el cuerpo, para el caso de que posteriormente un nuevo examen forense resultara necesario.
Los restos fueron definitivamente identificados como los de Martin Bormann en 1998, cuando las autoridades alemanas ordenaron llevar a cabo exámenes genéticos a los huesos. Las pruebas, utilizando ADN de uno de sus familiares, identificaron el cráneo como el perteneciente a Bormann. Las pruebas fueron dirigidas por Wolfgang Eisenmenger, profesor de ciencias forenses en la Universidad Luiso-Maximiliana de Múnich. Los restos de Bormann fueron definitivamente incinerados y sus cenizas fueron arrojadas sobre el mar Báltico el 16 de agosto de 1999.

## Familia
El 2 de septiembre de 1929, Bormann contrajo matrimonio con Gerda Buch, de diecinueve años, cuyo padre —el mayor Walter Buch— era el jefe del Untersuchungs- und Schlichtungs-Ausschuss (USCHLA, o «Comisión de Investigación y Conciliación»), organismo responsable de conciliar las disputas internas del partido. Hitler era un visitante frecuente a la casa de la familia Buch, y fue allí donde Bormann conoció a Walter Buch. Hess y Hitler sirvieron como padrinos de la boda. Bormann también tuvo una serie de amantes, incluyendo a la actriz Manja Behrens.
Los hijos de Martin y Gerda Bormann fueron:
- Martin Adolf Bormann (14 de abril de 1930 – 11 de marzo de 2013), llamado Krönzi ("Príncipe de la Corona")[133] por Hitler, su padrino.[134]. Fue un religioso católico y misionero en África.
- Ilse Bormann (nacida el 9 de julio de 1931, muerto en 1958), llamada así por su madrina, Ilse Hess.[135] Posteriormente le cambiaron el nombre a Eike tras el vuelo de Hess a Escocia.[136]
- La hermana gemela de Ilse, Ehrengard, murió poco después de nacer.[128]
- Irmgard Bormann (nacida el 25 de julio de 1933).[128]
- Rudolf Gerhard Bormann (nacido el 31 de agosto de 1934), llamado así por su padrino Rudolf Hess. Cambió su nombre a Helmut tras el vuelo de Hess a Escocia.[128][136]
- Heinrich Hugo Bormann (nacido el 13 de junio de 1936), llamado así por su padrino Heinrich Himmler.[128]
- Eva Ute Bormann (nacida el 4 de mayo de 1938).[128]
- Gerda Bormann (nacida el 4 de agosto de 1940).[128]
- Fritz Hartmut Bormann (nacido el 3 de abril de 1942).[128]
- Volker Bormann (nacido el 18 de septiembre de 1943, muerto en 1946).[128]

Gerda Bormann y los hijos abandonaron Obersalzberg y marcharon a Italia el 25 de abril de 1945, después de un ataque aéreo aliado. Gerda murió de cáncer el 26 de abril de 1946, en Merano, Italia, con 37 años de edad. Los hijos de Bormann sobrevivieron a la contienda, y fueron atendidos en hogares de acogida. Su hijo mayor, Martin, fue ordenado sacerdote católico y trabajó en África como misionero. Más tarde, abandonó el sacerdocio y contrajo matrimonio.

## Condecoraciones
- Insignia del Frontbann (1932)[128]
- Placa Dorada del Partido (1934)[128]
- Insignia de los Juegos Olímpicos (1936)[128]
- Cabrio de Honor de la Vieja Guardia[128]
- SS-Totenkopfring (1937)[128]
- Espada de Honor del Reichsführers-SS (1937)[128]
- Orden de la Sangre (1938)[128]
- NSDAP-Dienstauszeichnung en Bronce y Plata[128]
- Gran oficial y Caballero de la Gran Cruz de la Orden de la Corona de Italia[128]